# Ховрин, Дмитрий Владимирович Овца
Дмитрий Владимирович Ховрин по прозвищу Овца (ум. 1510) — крупный русский государственный деятель, казначей великих князей московских Ивана III Васильевича и Василия III Ивановича. Младший (пятый) сын казначея Владимира Григорьевича Ховрина.

## Происхождение
Происходил из боярского рода Ховриных. В конце XV века на Русь выехали из Сурожа Стефан Василевич и его сын Григорий Ховра. Сын последнего Владимир Григорьевич был известен как «гость да и болярин великого князя».

## Биография
Дмитрий Владимирович Ховрин был великокняжеским казначеем с осени 1491 по конец 1509 — начало 1510 года. В источниках он впервые упоминается около 1489 года, а уже в 1491 году к нему в казну посылались дипломатические документы.
В ноябре 1491 года Д. В. Ховрин участвовал в приёме имперского посла Юрия Делатора (де ля Торна). В 1490/1491 года вёл переговоры о мире со шведским посольством. С конца 1492 года Дмитрий Владимирович фактически руководил всеми переговорами с Великим княжеством Литовским. У него (и у дьяков) находились ларцы, а которых хранилась великокняжеская печать.
В 1489 году и регулярно с 1500 по 1509 год вёл сношения с Крымским ханством и другими восточными государствами. В 1501 году вёл переговоры с венгерским послом. В 1498 году помещён в заключительной части списка древних чинов (после окольничих). Где-то между 1494 и 1499 годами он выступал в качестве «сидельца» и «шурина» при составлении завещания князя Ивана Юрьевича Патрикеева.
Ему докладывались судебные и кабальные поземельные дела около 1488—1490, 1497/1498, 1499/1500 и в мае 1501 года. При этом его чин не назывался. В конце 1495 года казначей Дмитрий Владимирович Ховрин сопровождал великого князя московского Ивана III во время поездки в Великий Новгород. В 1497 году («боярин») был послан с ответственной миссией от Ивана III к митрополиту Симону. Присутствовал среди «бояр» на докладе великому князю Дмитрию Ивановичу в феврале 1498 года и великому князю Василию Ивановичу около 1499—1502 годов. В последнем случае назван казначеем среди «бояр».
В декабре 1505 года Д. В. Ховрин сообщил казанскому царевичу Петру Ибрагимовичу о предполагаемом браке его с сестрой великого князя московского Василия III Ивановича. В апреле 1508 года Дмитрий Владимирович проводил судебное разбирательство по земельному спору между князьями Кемскими. В августе 1507 года он «приказал» грамоту, выданную Устюжскому Успенскому собору.
До декабря 1508 года Д. В. Ховрин вёл переговоры между Литвой и Крымом. Упоминается (как казначей, а не боярин) во время похода великого князя московского Василия III Ивановича в Новгород и Псков, начавшегося в сентябре 1509 года. Он же в Новгороде вёл переговоры в 1509/1510 году со Швецией.
Владел землями в Московском уезде и Бежецкой пятине Новгорода.

## Семья
Казначей Дмитрий Владимирович Ховрин оставил после себя четырёх сыновей (Ивана, Фёдора, Юрия и Алексея) и двух дочерей (Анну и Аграфену). Анна Дмитриевна Ховрина стала женой боярина князя Михаила Васильевича Горбатого-Шуйского, а её сестра Аграфена вышла замуж за боярина и воеводу Ивана Григорьевича Морозова-Поплевина.